# Copelatus latipes
Copelatus latipes är en skalbaggsart som beskrevs av Sharp 1882. Copelatus latipes ingår i släktet Copelatus och familjen dykare. Inga underarter finns listade i Catalogue of Life.